# Pintor de la Iliupersis

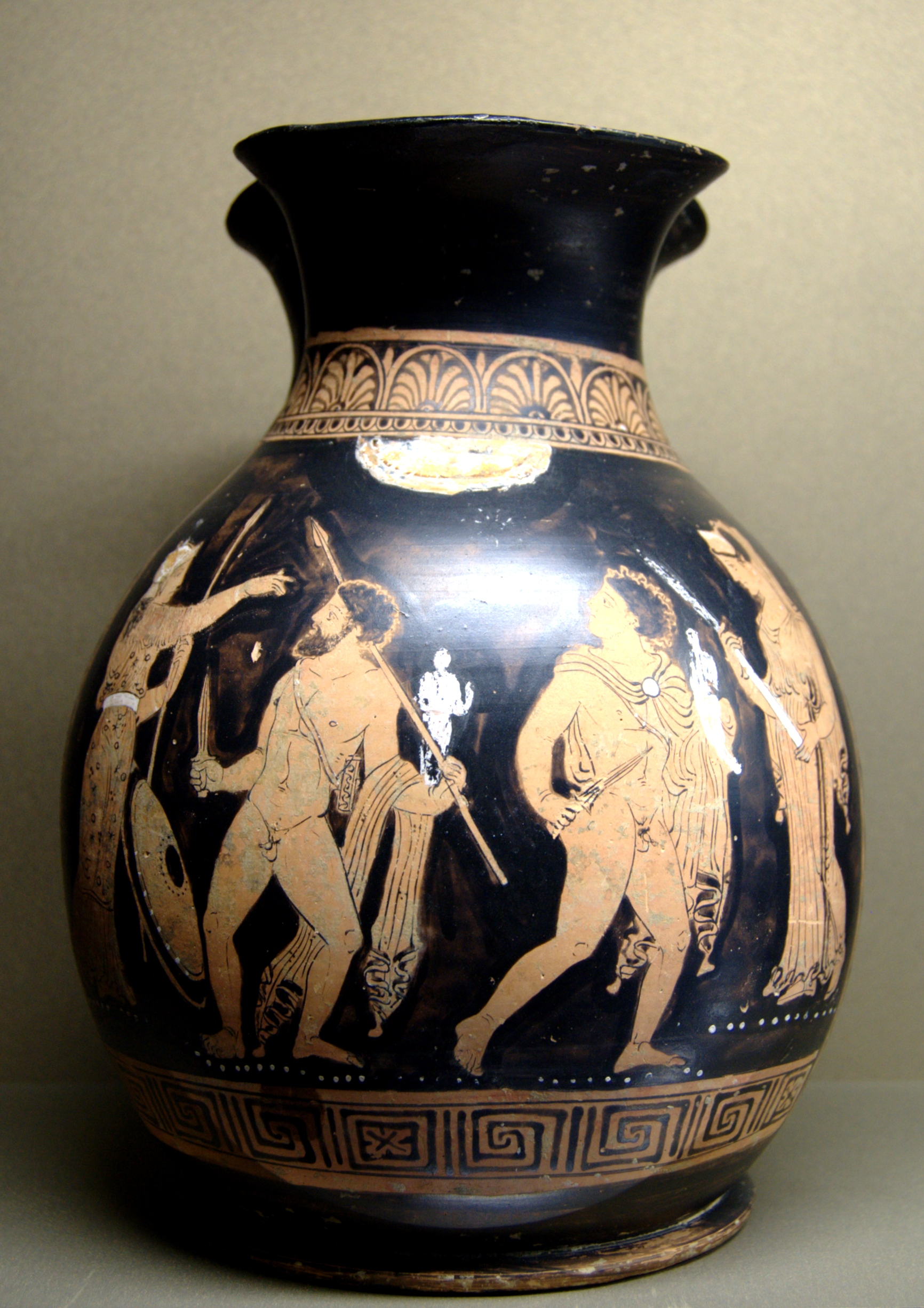
Odiseo y Diomedes robando el Paladio de Troya, enócoe de la escuela del Pintor de la Iliupersis, c. 360-350 a. C. Museo del Louvre.

El Pintor de la Iliupersis fue un pintor de vasos de Apulia. Sus obras están datadas en el segundo cuarto del siglo IV a. C.
El Pintor de la Iliupersis se sitúa en el inicio de la fase media de la cerámica apulia y en el comienzo del llamado estilo ornato. Su nombre convenido deriva de su vaso epónimo, una crátera de volutas del Museo Británico con representaciones de la Iliupersis (el saqueo de Troya). Siguió la tradición del Pintor de Dijon, pero fue un artista innovador que introdujo aspectos significativos en la pintura de vasos de Apulia. Así, introdujo las representaciones de escenas de tumbas (naiskos) en el repertorio de motivos. Inició la costumbre de ondular las partes inferiores de las superficies de los vasos e inventó la decoración de las asas de los cráteras de volutas con medallones circulares que representaban rostros. También pintó por primera vez el motivo de una cabeza femenina surgiendo entre zarcillos de una flor. Sus motivos incluyen escenas mitológicas y dionisiacas, así como escenas de género con erotes, hombres y mujeres. Su forma de recipiente más importante es la crátera de volutas, que se convirtió en la forma dominante en Apulia tal vez por su influencia. Sin embargo, las más de cien obras que se le atribuyen incluyen muchas otras formas. Fue uno de los primeros pintores de vasos que utilizó sustancialmente el color blanco y amarillo adicional. A veces, también utilizó el rojo y el marrón. Su colaborador más importante y colega en el mismo taller fue el Pintor de Atenas 1714; entre los numerosos sucesores que continúan su tradición se encuentra el Pintor de las sítulas de Dublín.